# 飛鳥井雅香
飛鳥井雅香（あすかい まさか、元禄16年（1703年）6月7日 - 明和2年（1765年）12月18日）は、江戸時代中期の公卿。

## 官歴
- 正徳3年（1713年）：従五位上、侍従
- 正徳4年（1714年）：左少将
- 享保元年（1716年）：正五位下
- 享保4年（1719年）：従四位下
- 享保7年（1722年）：従四位上
- 享保10年（1725年）：正四位下
- 享保12年（1727年）：左中将
- 享保13年（1728年）：従三位、左衛門督
- 享保17年（1732年）：正三位
- 元文元年（1736年）：参議
- 元文4年（1739年）：権中納言
- 元文5年（1740年）：従二位
- 寛保3年（1743年）：民部卿
- 寛延3年（1750年）：権大納言
- 宝暦元年（1751年）：正二位
- 明和2年（1765年）：従一位

## 系譜
- 養父：飛鳥井雅豊
- 実父：西園寺致季
- 子：飛鳥井雅重